# Бургундська правда
Бургундська Правда (лат. Lex Burgundionum, також Lex Gundobada ) посилається на кодекс законів Бургундії, ймовірно створений королем Гундобадом.  На неї вплинуло римське право та стосується вона внутрішніх законів щодо шлюбу та спадкування, а також регулювання вергельда та інших покарань. Відносини між бургундами розглядаються окремо від стосунків між бургундами та галло-римлянами . Найстаріший із 14 збережених рукописів датується IX століттям, але створення кодексу приписується королю Гундобаду (помер 516 р.), з можливими доповненнями і змінами його наступником Сигізмундом (помер 523 р.). Lex Romana Burgundionum — це окремий кодекс, що містить різні закони, взяті з римських джерел, імовірно призначені для застосування до бургундських галло-римських підданих. Найдавніша копія цього кодексу датується VII ст.

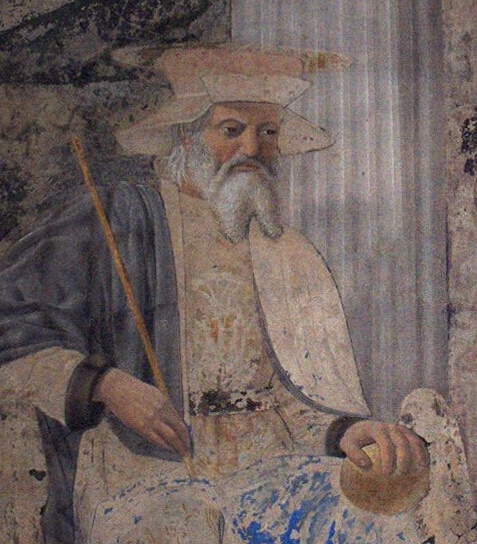
Портрет святого короля Сигізмунда Бургундського.

Кодекс Lex Burgundionum був складений за наказом короля Гундобада (474-516). Згодом були зроблені деякі додатки або самим Гундобадом, або його сином Сигізмундом . Цей кодекс має назву Liber Constitutionum, що вказує на те, що він даний королем; він також відомий як Lex Gundobada або Lex Gombata . Він використовувався для розгляду справ між бургундцями, а також застосовувався до справ між бургундцями та римлянами. Однак для справ між римлянами Гундобад склав Lex Romana Burgundionum, який іноді через неправильне прочитання рукопису називають Liber Papiani або просто Papianus.

## Історія створення
Бургундське королівство — одне з ранніх германських королівств, що існували в складі Римської імперії. Наприкінці п’ятого та на початку шостого століть бургундські королі Гундобад і Сигізмунд склали та кодифікували закони для управління членами свого варварського племені, а також римлянами, які жили серед них. Ці закони, що керують самими бургундцями, разом називаються Lex Burgundionum, тоді як закони, що керують римлянами, відомі разом як Lex Romana Burgundionum . Обидва збереглися. Закони, кодифіковані в Бургундському кодексі, відображають найбільш ранній синтез німецької племінної культури з римською системою управління.  Це сприяло і підтримувало гармонійні стосунки між такими різними людьми, які раніше були ворогами. Інші германські племена того часу вивчалися більше, а про культуру та спосіб життя бургундів відомо небагато, крім того, що можна дізнатися з їх правового кодексу. Кетрін Фішер Дрю стверджує, що він є найвпливовішим з усіх кодексів варварського права, оскільки він зберігся навіть після франкського завоювання аж до дев’ятого століття. 
Римляни постійно утворювали альянси з певними варварськими народами та групами за межами Імперії, протиставляючи їх ворожим варварським племенам за принципом « розділяй і володарюй», союзних варварів називали « федератами» . Іноді цим групам дозволялося жити в межах Імперії. Варвари також могли бути поселені в межах Імперії як dediticii або laeti . Відтепер римляни могли покладатися на ці групи для військової підтримки або навіть як мобілізаційний ресурс в легіони.  Однією з таких груп були бургундці, яких римський імператор Гонорій у 406 році запросив приєднатися до Римської імперії  як федератів зі столицею у Вормсі.  Невдовзі бургундці зазнали поразки від гунів, але знову отримали землю біля Женевського озера для Гундіока (правління 443-474) для створення другого федеративного королівства в Римській імперії в 443 році. Цей союз був договірною угодою між двома народами. Народ Гундіока отримав одну третину римських рабів і дві третини землі в межах римської території.  Бургундцям було дозволено заснувати незалежне федеративне королівство в межах Імперії та вони отримали номінальний захист Риму за їхню згоду захищати свої території від інших чужинців.  Ці договірні відносини між гостями, бургундцями, і господарями, римлянами, нібито забезпечували правову та соціальну рівність. Однак Дрю стверджує, що майнові права та соціальний статус гостей могли надати їм непропорційний вплив на своїх господарів.  Зовсім недавно Генрі Самнер Мейн стверджує, що бургундці здійснювали «суверенітет племен», а не повний територіальний суверенітет.
Син Гундіока, Гундобад (правління 474-516), надав доручення щодо правової кодифікації свого королівства в 483 році, яку завершив його син і наступник Сигізмунд (правління 516-532). Закони стосуються переважно спадщини та грошової компенсації за тілесні ушкодження. Первісний твір, antiquae, і пізніші доповнення, novellae, разом складають весь Бургундський кодекс.  Франки почали атакувати бургундців у 523 році і повністю розбили їх до 534 року, коли брат Сигізмунда, Годомар (правління 532-534), утік і залишив королівство, яке було розділене між франкськими правителями. Проте на практиці франки зберегли бургундське право. 

## Зміст БургундськоїПравди
Бургундський кодекс складається з двох частин законів: первісної Книги конституцій або Закону Гундобада, або Liber Constitutionum sive Lex Gundobada, і додаткових актів, або Constitutiones Extravagantes . Закони обох частин призначені для регулювання особистих відносин між людьми. Закон Гундобада (титули II-XLI) є компіляцією існуючих звичаєвих прав.  Ці закони є здебільшого кодифікацією звичаїв, які були прийняті як закон у всьому племені через загальну практику. Дрю описує роботу Гундобада «як запис звичаїв його народу, виданий за згодою народу».  Пізніші доповнення (розділи LXXXVIII-CV і Constitutiones Extravagantes ), які, як вважають, були видані в основному Сигізмундом, є більш риторичними.  Вони починаються із загальних правових принципів і диктують, виходячи з рішення короля, як можна вирішити спірну ситуацію.
Саме в цьому конфлікті між звичаєвим і статутним правом можна побачити змішування бургундських і римських законів. Римський вплив очевидний у самому акті запису германського звичаєвого права. Згідно з Едвардом Пітерсом у його передмові до перекладу Дрю Бургундської Правди, римські ідеали перемогли, коли король Гундобад почав упорядковувати звичаєві закони свого народу з метою їх кодифікації.  Єдиновласна дія короля Гундобада щодо кодифікації законів також може розглядатися як велика зміна в німецькій культурі, оскільки відображає появу короля як верховного судді та законодавця.  Бургундці вже мали традиції та закони для арбітражного вирішення спорів між своїм народом, але римляни принесли з собою організаційну структуру для більш централізованого урядування.
Велика кількість законів стосується специфічно германського стилю грошової відплати за умисне фізичне ушкодження один одному.  Каральні штрафи, а не подальші фізичні ушкодження чи смертна кара, використовувалися для врегулювання фізичних ушкоджень, щоб запобігти кровній помсті між двома членами племінної спільноти. Поряд із грошовими виплатами як компенсація за тілесні ушкодження, Бургундський кодекс також містить вергельд, інший германський інститут. Дрю визначає вергельди як «суму, в яку оцінювали людину і сплатою якої можна компенсувати її смерть».  Вергельд вищого класу вільних мав плату в 300 солідів, вільний нижчий клас — 200 солідів, а найнижчий клас вільних — 150 солідів.  Дрю вважає, що сім'я була найважливішим соціальним інститутом у германських племен. 
Крім того, його спадкові закони базувалися на германському звичаї. Земля передавалася через суворий закон сімейного успадкування, який суттєво відрізняється від римських законів про власність, які дозволяли набувати власність іншими способами, ніж спадкове успадкування, наприклад купівля-продаж або правонаступництво.  Серед інших особливостей вдова мала право на довічне право власності на третину земельної власності чоловіка: це, можливо, було прототипом аналогічного інституту приданого в ранньому англійському праві.
Якщо чоловік сватав молоду жінку, а її батьки пізніше відмовлялися, вони мали повернути викуп за наречену в чотирикратному розмірі. Але якщо вона відмовилася за власним бажанням або якщо весілля не відсвяткували протягом двох років, її могли повторно заручити без штрафу. Якщо чоловік розривав заручини, він не отримував повернення викупу. (§27)
У законах бургундів помітні сильні сліди римського впливу. Він визнає людську волю і надає великого значення письмовим актам, але, з іншого боку, санкціонує "божий суд"(поєдинок) і cojuratores (свідків під присягою). Яскравий протест, висловлений у 9 столітті Агобардом, єпископом Ліона, проти Lex Gundobada показує, що він все ще використовувався в той період. Наприкінці 10-го і навіть 11-го століть ми бачимо, що Бургундська Правда згадується як особистий закон у хартіях Клюні, але, безсумнівно, ці уривки посилаються на розширення місцевих звичаїв, а не на фактичні параграфи стародавнього кодексу.

## Дивись також
- Мунд (за законом)

## зовнішні посилання
- Інформація про lex Burgundionum та його рукописну традицію в Bibliotheca legum regni Francorum manuscripta</link> веб-сайт, База даних текстів світського права Каролінгів (Карл Убл, Кельнський університет, Німеччина, 2012).